# Lendu
Los lendu son un pueblo que vive en Uganda, donde fueron llevados por soldados sudaneses. Originalmente vivían en las altas mesetas de la parte meridional del lago Alberto, y existieron varios asentamientos más tardíos tan al sur como en la ciudad de Entebbe. Son por tanto de origen mixto. Su lengua no es bantú, sino sudanesa central (nilo-sahariano), aunque en gran medida están asimilados por los alur.
Los lendu son agricultores. Sus unidades domésticas son poligínicas y su sistema de parentesco es de clanes patrilineales. Las autoridades más altas son los jefes. Los lendu no están unificados políticamente.
Sus directores espirituales son los jiko (hacedores de lluvia) y los begiga (curanderos); el culto a los ancestros juega un papel prominente en su sistema religioso.
- Datos: Q2375955